# Hercules

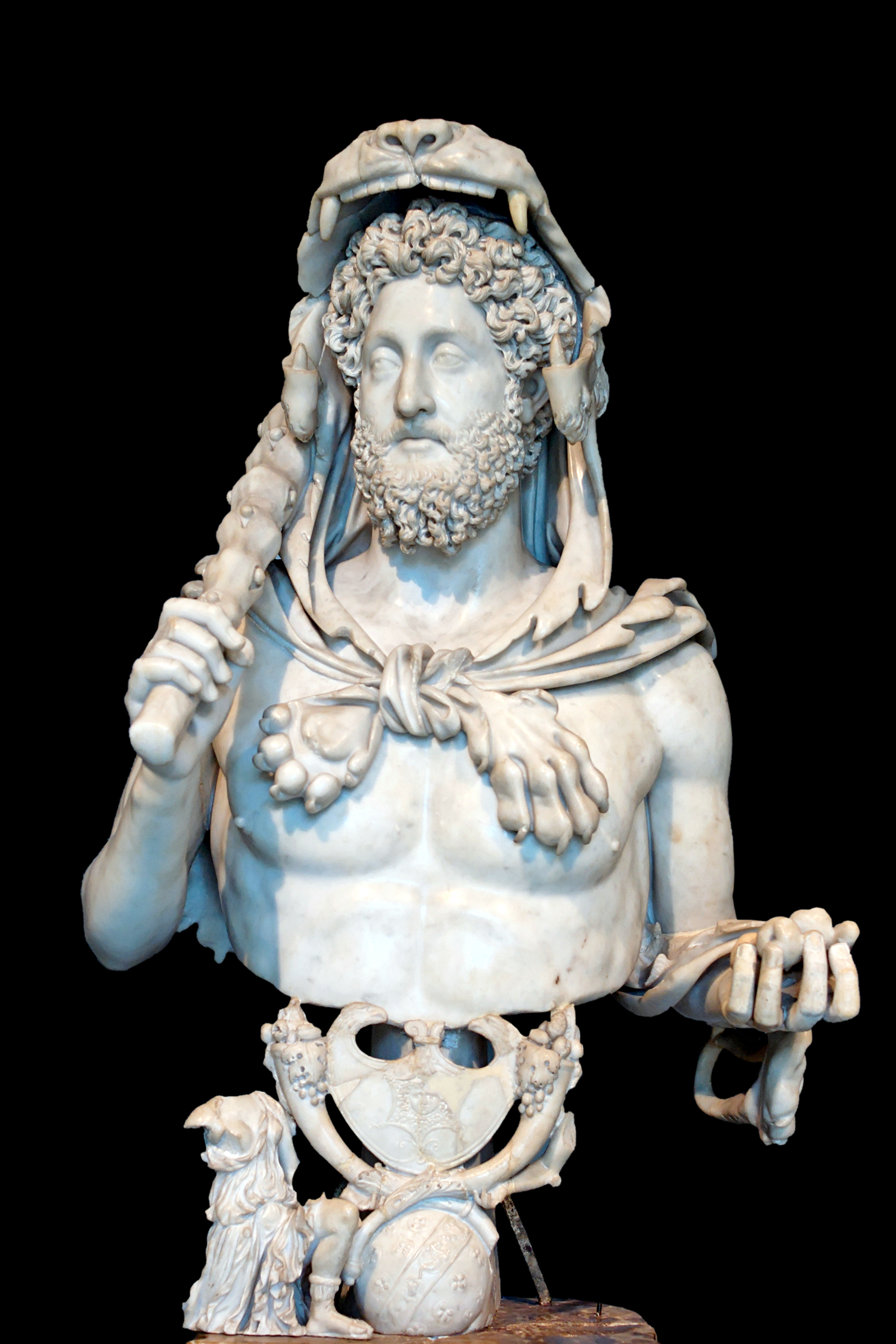
Commodus mint Hercules a kitharióni oroszlán koponyájával és vállára vetett bőrével, valamint a kőrisdoronggal

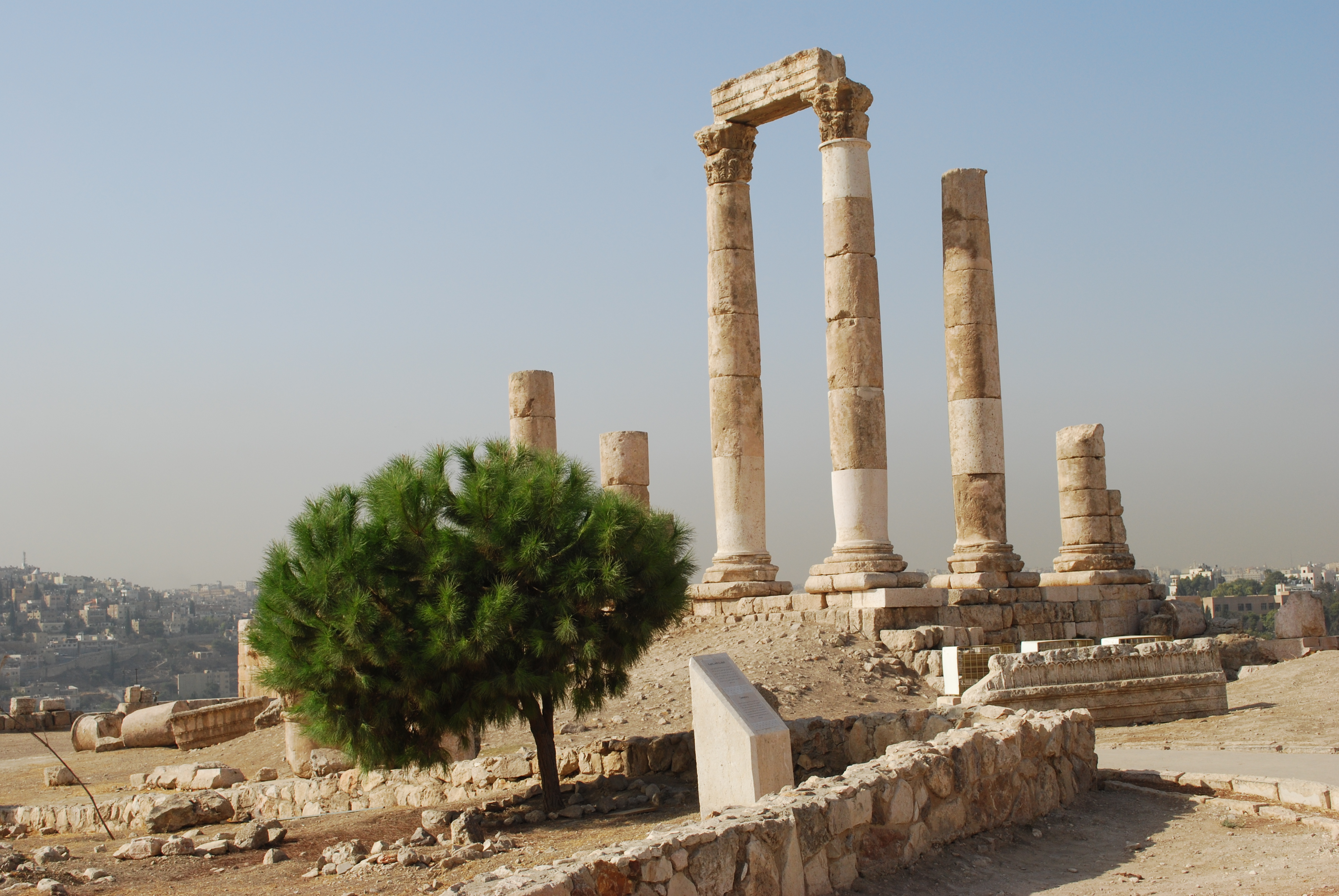
Hercules temploma Ammanban

Hercules (ógörögül: Ἡρακλῆς) a görög mitológia héroszának, Héraklésznek római alakja, ahol istenként tisztelték.
Héraklész görög legendái eljutottak nyugatra is. Az etruszkoknál Hercle (Hercule, Ercole) is lényegében azonosítható Héraklésszel, és itt isteni tiszteletben részesült Tinia és Uni gyermekeként csakúgy, mint később Rómában. A római mitológiába azonban nem az etruszk fennhatóság idején került be, hanem később. Erre utal, hogy nem a főisteni pár (Iuppiter és Iuno Regina) gyermeke, hanem Iuppiter és Alcmene nászából származik, ahogy a görög változatban. Ez eléggé szokatlan a római mitológiában, ahol az istenek közel sem olyan kicsapongók, sokkal prűdebbek mint a görögben. Titus Livius szerint már Romulus meghonosította Rómában a Hercules-kultuszt. Romulus „pártolója volt a virtus szülte halhatatlanságnak, amely felé őt is vezette a végzet” (Livius).
A köztársaságkor egy szakaszában a szibüllák jóslatai miatt más keleti elemek is megjelentek és a római panteon kibővült a nemcsak közvetetten görög eredetű, a görög istenekkel funkcióik révén azonosítható görög istenekkel, hanem görög nevű, közvetlenül a görög mitológiából átvett istenekkel. Az istenek átvétele szükségszerűen a görög mitológia komplett mítoszai is átkerültek a rómaiba, hiszen Pluto és Proserpina története másképp nem érthető meg, csak a mítoszkörnyezet adoptálásával. Így jutott el Rómába Héraklész is, aki a görög regék többségében szerepel. Itt Hercules lett a neve, ami viszont arra utal, hogy ismerték korábban is, csak nem tagolódott be a mitológiába. Átvételét megkönnyítette, hogy a római numenek közt is volt hasonló nevű. A herctum fogalom a kerítések védőszellemeit takarta, így a magántulajdonnal, kereskedelemmel és vagyonnal is kapcsolatban állt. A Héraklésszel azonosított herctumot Semo Sancus vagy Deus Fidius néven tisztelték. A Hercules név első előfordulásai Tarentum elfoglalása utánra (i. e. 5. század) datálódnak, amikor Apollo, Aesculapius és Magna Mater kultuszai is megjelennek. Istenként tisztelték, legendáriumából adódóan a sport és az utazás istene lett. Emellett azonban hadisten is volt, regéi Marshoz is kapcsolódnak.
Első tiszteleti helye a később templommá alakított Ara Maxima Herculi Invicti („a legyőzhetetlen Hercules nagy oltára”) volt, amelyet az i. e. 4. század elején a Potitia és Pinaria gens állíttatott. Hercules ünnepét ettől kezdve augusztus 12-én tartották, és ez volt az első olyan ünnep, amit nem római származású isten tiszteletére tartottak. Sőt ezen a napon a kultuszok gyakorlására érkező hívők görög módon öltözködtek (a fej letakarása nélkül). Másnap betakarítási körmenetet tartottak az oltár körül. Az oltárt virággal és babérral koszorúzták, az áldozat – kutyán kívül – bármilyen állat lehetett. Hercules minden részét „megette” az áldozatnak, így nem volt elfogyasztható maradék. Sok győztes hadvezér adományozta Herculesnek a zsákmánya egy tizedét. Marcus Licinius Crassus birtokolta az első triumvirátus idején a telket, ahol az oltár állt, amelyet egy templom építésére Hercules papjainak adományozott.
Templomai és oltárai több helyen álltak Rómában, ahol különböző melléknevekkel különböző módokon tisztelték. Volt olyan templom is, ahol melléknév nélkül:
- Hercules
  - Porta Collina mellett
  - Pons Aelius közelében
- Hercules Cubans
  - Porta Portese mellett
- Hercules Magnus, Hercules Custos, Hercules Magnus Custos
  - Flaminius-cirkusz melletti templom
- Hercules Victor vagy Hercules Olivarius
  - Győzedelmes Hercules temploma vagy az olajkereskedők oltalmazójának temploma
- Hercules Musarum (vagy Hercules et Musarum)
  - a Campus Martiuson
- Hercules Pompeianus
  - a Circus Maximus mellett
- Hercules Triumphalis
  - a Forum Boariumon, közel a Győzedelmes Hercules-templomhoz

Ismeretlen helyen feküdt, csak említésekből ismert:
- Hercules Fundanus
- Hercules Invictus
- Hercules Sullanus
- Hercules Defensor

Egyik legismertebb késői kultusza Commodus idejére tehető, amikor a császár Hercules alakját tette meg mintául saját isteni mivoltához. Nem csak felélesztette és kiterjesztette a hérosz tiszteletét, de maga is gyakran jelent meg Herculesnek öltözve.
A késői császárkorban Pannonia provinciában Hercules kultuszai széles körben terjedtek. Scarbantiában és Savariában is állt Hercules-templom. A 2. században a hadsereg katonái között volt népszerű, ezt a Hercules-kultuszt váltotta fel a katonák között Mithrász tisztelete, amit viszont a kereszténység szorított ki. Hercules alakja a germán mitológiában Donarként tűnik fel.